# 재이콥스
재이콥스(Sakai Simon, JAKOPS)는 15년 이상 미국, 한국, 일본 등에서 활발한 음반 제작 활동 이력을 지닌 K-pop 프로듀서이며 대표적으로는 한국의 아티스트 정기고, 에일리의 작사 및 작곡 이력을 갖고 있다. 그는 한국인 아버지와 일본인 어머니 사이에서 태어나 미국에서 어린 시절을 보낸 후 한국에서 음악 활동을 시작했다. 한국과 일본의 문화적 가교 역할과 아시아를 시작으로 글로벌 무대로의 확장, 복합적 사업적 가치의 의미를 두어 이름과 동일한 재이콥스(JAKOPS)로 법인을 설립했다. 그는 법인 내 글로벌 콘텐츠 뮤직 프로덕션의 총괄 프로듀서로 활동하고 있으며 동시에 avex 매니지먼트 소속 프로듀서이다.

## Life and Career

### Early Life
재이콥스는 미국 시애틀에서 태어나 어린시절 한국으로 이민왔다. 고등학교 시절 작곡 활동과 밴드 활동 등을 펼치며 본격적인 음악 활동에 돌입하고 뮤지션에 대한 꿈을 키워나갔다. 음악 공부를 위해 다시 미국 미시간주 Lansing으로 유학, Lansing Community College에 다니며 심층적인 음악 공부 및 활동을 이어나갔다.
2006년 일본 대형 기획사 avex에서 주최하는 오디션 a-motion에 참가하여 파이널리스트로 선정되었고, 인기상을 수상하여 일본에서 연습생 생활을 시작했다. 일본 연습생 시절 다수 아티스트들이 활동을 펼치던 일본 도쿄 라이브하우스에서 무대 경험을 쌓으며 꾸준한 음악 활동과 함께 아티스트로서의 역량을 키워나갔다. 당시 한국 음악 씬에서 활동을 펼치고 있던 유명 아티스트들과 활발한 교류를 통하여 한국에 다시 오게 되었고 라이브하우스 공연 활동과 함께 본격적인 한국 활동을 시작했다.

### 2009: Work with MC Mong
2009년 7월 23일 발매된 MC몽 《Humanimal》 5집 앨범 수록곡 '로반줄아(로미오를 반대한 줄리엣 아버지)'와 'Dalmatian Love' 에 참여하며 아티스트로서의 첫 공식 활동을 시작하였다.

### 2012 - 2013: DMTN(Dalmatian)
Main article: DMTN(Dalmatian)
2010년 신인 남성 6인조 아이돌 그룹 달마티안이 데뷔 하였고 2013년 1월 21일 ‘디엠티엔(DMTN)’으로 팀명칭을 변경 하면서 그룹에 참여했다. 그룹 내 랩과 보컬 파트를 담당하였고 한국에서 활동하는 일본인 가수로서 음악 방송 및 공연으로 주목을 받았다. 실력과 외모를 겸비한 그는 한국 유명 실력파 가수 백지영, 이루, NS윤지 등 많은 아티스트들의 피처링 무대에 참여했다. 음악 활동은 물론 한국 예능 ‘아이돌 스타 올림픽'에서 100m 달리기 금메달, 허들넘기 은메달, 릴레이 금메달 등 뛰어난 예능감과 운동실력으로 많은 이들의 사랑을 받았고, 동시에 작곡가, 프로듀서로서의 준비를 해나갔다.

### 2014 - Present: Producer Jakops
2014년 재이콥스는 한국 힙합씬 보컬리스트 정기고(Junggigo)와 대세 래퍼 빈지노(Beenzino)의 '너를 원해(Want U)'를 작곡했고, 이 곡은 발매와 함께 가온차트 5월 4주 디지털 종합차트 1위를 차지하며 ‘이단옆차기’를 비롯한 유명 작곡가와 작곡팀의 주목을 받았다. 또한 에일리(Ailee)의 3번째 미니앨범 《Magazine》의 수록곡 '손대지마 (Don’t touch me)', '이제는 안녕(Goodbye Now)', '문득병(Sudden Illness / Love Sick)', 'Teardrop'의 작사·작곡·편집을 맡으며 프로듀서의 활동을 이어나갔고, 같은 해 에일리의 일본 2번째 싱글앨범 <U&I>의 수록곡 ‘スキ(SUKI)’를 작업했다.
이듬해인 2015년 한국의 걸그룹 시크릿(SECRET) 멤버 전효성(Jun Hyo Seong)의 첫번째 솔로 미니 앨범 《FANTASIA》 수록곡 ‘반해(Into you)’의 작곡·작사를 맡았으며, 이어서 글로벌 걸그룹 에프엑스(f(x))의 멤버 엠버(Amber)의 첫번째 솔로 미니 앨범 《Beautiful》 수록곡 'LOVE RUN’의 작사를 맡았다.
2015년 8월 재이콥스는 ‘XXX Project’의 첫 곡인 디지털 음원 '볼래 (ALLDAY ALLNGIHT)'를 직접 프로듀싱하면서 Hip-hop / R&B 뮤직 레이블 밀리언마켓의 첫번째 아티스트로 데뷔했다.  이 곡은 뮤트핑거(베이스 주법) 베이스 라인의 그루브와 펑키한 브라스가 조화를 이룬 레트로 펑크로 평가받고 있으며 아티스트 레이나(Raina), 우노(₩uNo), 데이데이(DAYDAY)도 함께 참여하였다.
2017년 한국의 다국적 걸그룹 트와이스(TWICE)의 곡 'TT', 'Like OOH-AHH', 'CHEER UP'의 일본 가사 번안 작업을 맡으며 글로벌 프로듀서로서 K-pop 아티스트들의 일본 활동을 위한 디렉팅을 맡았다.
2018년도부터 재이콥스는 일본 avex 매니지먼트에 소속되어 대외비 프로젝트 총괄 프로듀서로서 활동하고 있으며 동시에 아시아를 시작으로 글로벌 무대로의 확장을 꿈꾸는 법인 JAKOPS를 설립 하여 글로벌 콘텐츠 뮤직 프로덕션의 총괄 프로듀서로서 활동하고 있다.

## Personal Life
2013년 서울시장배 아마추어 육상대회에 참가해 금메달(100m 최고기록 11초 46)을 기록하며 운동에 대한 열정을 나타냈다. 현재는 배우 안재욱이 이끄는 연예인 야구팀에 소속되어 한국 아티스트들과 활발한 교류를 펼치고 있으며, 축구팀 MAXY의 단장으로도 개인 취미생활을 하고 있다.

## Discography

### 작사·작곡
- 2014년
  - 정기고(JUNGGIGO) - 싱글 《Want U》  '너를 원해(Want U)'(Feat.Beenzino) 작곡·편곡
  - 에일리(AILEE) - EP(미니) 《Magazine》 타이틀곡 '손대지마(Don't Touch Me)' 작사
  - 에일리(AILEE) - EP(미니) 《Magazine》 수록곡 '이제는 안녕(Goodbye Now)' 작사·작곡·편집
  - 에일리(AILEE) - EP(미니) 《Magazine》 수록곡 '문득병(Sudden Illness)' 작사·작곡·편집
  - 에일리(AILEE) - EP(미니) 《Magazine》 수록곡 'Teardrop' 작곡
  - 에일리(AILEE) - EP(미니) 《U&I》 수록곡 'スキ(SUKI)' 작사·작곡

- 2015년
  - 엠버(AMBER) - EP(미니) 《Beautiful》 수록곡 'Love Run' 작사
  - 전효성(Jun Hyo Seong) - EP(미니) 《Fantasia》 타이틀곡 '반해(Into you)' 작사·작곡

- 2016년
  - 배치기 - EP(미니) 《회귀(回歸)》 수록곡 '귀갓길(Feat. Mr. Room9, 박민주)' 작곡

### 앨범
- 2009년
  - 7월 23일 MC몽 - 《Humanimal》의 수록곡  '로반줄아(로미오를 반대한 줄리엣 아버지)' 피처링
  - 7월 23일 MC몽 - 《Humanimal》의 수록곡  'Dalmatian Love' 피처링
- 2012년
  - 5월 16일 DMTN - 《State Of Emergency》 미니앨범 발매

- 2013년
  - 1월 29일 DMTN - 《Safety Zone》 싱글앨범 발매

- 2015년
  - 8월 18일 재이콥스 - 《XXX》 '볼래 (ALLDAY ALLNGIHT)'[23][24] 디지털 싱글앨범 발매